# Reinhold Steig
Reinhold Steig, född den 1 december 1857 i Woldenberg, död den 11 mars 1918 i Friedenau, var en tysk litteraturforskare. 
Steig, som arbetade som gymnasieprofessor, var synnerligen verksam som författare och utgivare, med Heidelbergromantikerna som specialitet. Av hans större arbeten kan särskilt nämnas Goethe und die Brüder Grimm (1892), Achim von Arnim und Clemens Brentano (1894), Heinrich von Kleists Berliner-Kämpfe (1901), Neue Kunde zu Heinrich von Kleist (1902), Achim von Arnim und die Brüder Grimm (1904), Achim ron Arnim und Bettina Brentano (1913) och Clemens Brentano und die Brüder Grimm (1914). Hans utgivningsarbeten omfattar Herder (i Suphans edition), Jacob, Wilhelm och Herman Grimm, Arnim, Brentano och von Kleist.